# Мис Стоун (филм)
„Мис Стоун“ (на македонска литературна норма: Мис Стон) е игрален филм от Социалистическа република Македония от 1958 г.
Филмът е режисиран от Жика Митрович, а сценаристи са Георги Абаджиев и Трайко Попов. Главните роли се изпълняват от Олга Спиридонович (Елън Стоун), Илия Милчин (Яне Сандански), Мария Точиноски (Цилка), Драган Оцоколич (Кръсте), Илия Джувалековски (Христо Чернопеев), Петър Пърличко (Мандана), Виктор Старчич (доктор Джон Хаус), Димитър Кьостаров и други.
Действието на филма се развива в началото на XX век в Македония. Група от дейци на ВМОРО около Яне Сандански и Христо Чернопеев решават да отвлекат американската мисионерка Елън Стоун и да искат откуп за нея, така започва аферата „Мис Стоун“, която след много премеждия завършва успешно – мисионерките са освободени, а четниците получават голям откуп.